# Pleomelogramma
Pleomelogramma es un género de hongos en la familia Herpotrichiellaceae; según el 2007 Outline of Ascomycota, la ubicación de esta familia es incierta.